# Corin Braga
Corin Braga (n. 12 ianuarie 1961, Baia Mare, Maramureș) este un profesor de literatură comparată, un romancier și un critic literar român contemporan. 

## Biografie

### Studii
Între anii 1976-1980, studii secundare la Liceele „Gheorghe Lazăr” și „Octavian Goga” din Sibiu
1980, Bacalaureat 
1981-1985, Studii universitare la Facultea de filologie a Universității ``Babeș-Bolyai” din Cluj-Napoca. Secțiile: limbă și literatură română; - limbă și literatură spaniolă
1985, Lucrare de licență cu tema Universul imaginar  al lui Nichita Stănescu
1990-1995, Înscriere la doctorat și stagiu de pregătire a tezei (două examene și două referate). Conducătorul doctoratului: prof. Vasile Fanache
1997, Doctor în filologie, cu teza Lucian Blaga. Geneza lumilor imaginare (UBB, Cluj, România)
2008, Doctor în filosofie, cu teza De l’utopie à l’antiutopie aux XVI-XIXe siècles (Lyon, Franța)

### Cariera profesională
1985-1988, Profesor de limba și literatura română la Liceul „Andrei Mureșanu” din Bistrița
1988-1990, Referent literar la Teatrul de Stat din Sibiu
1990-1991, Cercetător-asistent la Institutul de Lingvistică și Istorie Literară din Cluj. Muncă în echipă la Dicționarul cronologic al romanului românesc
1991-1994, Asistent universitar de literatură comparată la Facultatea de Litere a Universității „Babeș-Bolyai” din Cluj
1994-1999, Lector de literatură comparată la Facultatea de Litere a Universității „Babeș-Bolyai” din Cluj, Cursuri și seminarii despre: Escatologia europeană de la Homer la Dante; Mitul faustic din Renaștere până în secolul XX; Questa eșuată; Metaforele vieței baroce etc. 
1999, Conferențiar de literatură comparată la Facultatea de Litere a Universității „Babeș-Bolyai” din Cluj 
1993-2000, Director al revistei „Echinox” din Cluj. Coordonator al mai multor numere tematice: Dicționar Echinox - 25; Biografia ideii de UNU; Generația 90!?; Jung și arhetipologia;  Visul, Monstrul, Femeia, Macabrul etc.
Din 1996, muncă în echipă (împreună cu membrii Catedrei de literatură române, comparată, teorie literară și folclor) la  Dicționarul analitic de opere literare românești (vol. I-IV) (coordonat de prof. Ion Pop)
1998-2004, Muncă în echipă la Dicționarul scriitorilor români (volumele III și IV) (coordonat de Mircea Zaciu, Marian Papahagi și Aurel Sasu)
Din 2001, Director al Caietelor Echinox
Coordonator al colecției „Mundus imaginalis” la Editura Dacia din Cluj
Din 2002, Fondator și director al Centrului de Cercetare a Imaginarului de la Facultatea de Litere, Cluj
Din 2003, Șef al Catedrei de literatură comparată de la Facultatea de Litere din Cluj
Din 2007, Profesor de literatură comparată la Facultatea de Litere a Universității „Babeș-Bolyai” din Cluj 
Din 2008, Decan al Facultății de Litere din Cluj
Din 2011, Vicepreședinte al ALGCR (Asociația de literatură generală și comparată din România)
Din 2012, Coordonator al colecției ”Phantasma” la Editura Tracus Arte din București
Din 2013, Membru corespondent al Academia Nacional de Ciencias din Buenos Aires, Argentina

### Burse de cercetare
- 1992, Bursă de cercetare de un an oferită de Universitatea Central Europeană (CEU), Praga
- 1992, Bursă de vară în Spania, la Universitatea din Santiago de Compostela
- 1992, Bursă de cercetare de 3 luni în Spania, la Universitatea Alcala de Henares, Madrid
- 1995, Bursă de vară în Grecia, la Universitatea din Atena
- 1998, Bursă de cercetare de 3 luni în Spania, la Universitatea Autonomă din Barcelona; conducător: prof. Alberto Blecua
- 2000, Bursă de excelență de 8 luni în Franța, la Universitatea Sorbona - Paris IV, oferită de AUPELF-UREF (Asociația Universitară a Francofoniei); conducător: prof. Jacques Chevrier
- 2002, Bursă de vară la Central European University, Budapesta
- 2004, Visiting Senior Scholarship la Central European University, Budapesta
- 2004, Visiting Fellow, New College, Oxford
- 2004, Bursă MIRA de 6 luni, la Universitatea Jean Moulin Lyon 3
- 2012, Stagiu de cercetare de 2 luni la Warburg Institute și National Library din Londra. (Grant CNCS)
- 2013, Stagiu de cercetare de 1 lună la Bibliothèque Nationale de France, Paris (Grant CNCS)

## Publicistica
A semnat circa 200 de studii, eseuri, cronici literare, publicate in revistele Apostrof, Archaeus, Art-Panorama, Bachelardiana (Franța), Cahiers roumains d’études littéraires, Caietele Echinox, Clouds Magazine (SUA), Contrafort (Moldova), Contrapunct, Conversația, Cuvântul, Discobolul, Echinox, El imaginario en el mito clasico (Argentina), Épistemocritique (Franța), Euphorion, Euresis, Familia, Graphé (Franța), Idei în dialog, Iris (Franța), Journal for the Studies of Religions and Ideologies, Jurnalul literar, Metabasis (Italia), Minerva, Monitor ZSA (Slovenia), Observator cultural, Orma, Poesis, Philologia Jassyensia, Poesis, Poli-femo (Italia), Psihanaliza, Revista de istorie si teorie literară, România literară, Rostirea românească, Steaua, Studia Asiatica, Studia Universitatis Babes-Bolyai, Suplimentul de cultură, Symbolon, Synergies, Tabor, Transdisciplinarity in Science and Religion, Transdisciplinary Studies, Transilvania, Transylvanian Review, Tribuna, University of Bucarest Review, Les Valenciennes (Franța), Viața Românească, Xenopoliana.

## Lista lucrărilor publicate

### Volume
- Noctambulii, roman, Editura Dacia, Cluj, 1992
- Nichita Stănescu - Orizontul imaginar, Editura Imago, Sibiu, 1993; Ediția a II-a, Editura Dacia, Cluj, 2002
- Hidra, roman, Editura Imago, Sibiu, 1996
- Lucian Blaga. Geneza lumilor imaginare, Editura Institutul European, Iași, 1998
- Oniria. Jurnal de vise (1985-1995), Editura Paralela 45, Pitești, 1999
- 10 Studii de arhetipologie, Editura Dacia, Cluj, 1999, 2007
- Le Paradis interdit au Moyen Âge. 1. La quête manquée de l’Eden oriental, Paris, L’Harmattan, 2004
- De la arhetip la anarhetip, Editura Polirom, Colecția Plural M, Iași, 2006[2]
- La quête manquée de l’Avalon occidentale. Le Paradis interdit au Moyen Age – 2, Paris, L’Harmattan, 2006
- Corin Braga (coord.), Concepte și metode în cercetarea imaginarului. Dezbaterile Phantasma, Iași, Polirom, 2007
- De l’utopie à l’antiutopie aux XVI-XIXe siècles, Atelier National de Reproduction des Thèses, Lille, 2009
- Du Paradis perdu à l’Antiutopie aux XVIe-XVIIIe siècles, Paris, Classiques Garnier, 2010
- Psihobiografii, Iași, Polirom, 2011
- Les antiutopies classiques, Paris, Classiques Garnier, 2012
- Luiza Textoris, Roman, Editura Polirom, Iași, 2012
- Acedia. Jurnal de vise (1998-2007), Editura Polirom, Iași, 2014
- Corin Braga (coord.), Morfologia lumilor posibile. Utopie, antiutopie, science-fiction, fantasy, București, Tracus Arte, 2015

### Ediții, studii și volume colective
- Programa de limba și literatura română, pentru învățământul de zi și seral (clasele IX-XIII), Editura Didactică și Pedagogică, 1987 (consultant și coautor)
- Limba și literatura română, pentru liceu, Societatea de științe filologice din R.S.R., Ramuri, Craiova, 1988 (capitolul "Nichita Stănescu")
- Doisprezece prozatori, Volum colectiv de debut în proză, Editura Dacia, Cluj, 1988 (Proza Ascensorul)
- Portret de grup cu Ioana Em. Petrescu, Editura Dacia, Cluj, 1991 (articolul Vedere și viziune)
- Eonul Blaga. Antologie de Mircea Borcilă, Editura Albatros, București, 1997 (articolul Pan - Între Dionysos și Apolo)
- Leonid Dimov, Dumitru Țepeneag, Momentul oniric, Editura Cartea Românească, București, 1997 (Ediție îngrijită de Corin Braga)
- Ion Pop (ed.), Dicționar analitic de opere literare românești. A-D, Editura Didactică și Pedagogică, București, 1998
- Urmuz, Pagini bizare, Postfață de Corin Braga, Editura Dacia, Cluj, 1999
- Ion Pop (ed.), Dicționar analitic de opere literare românești. E-L, Casa Cărții de Știință, Cluj, 1999
- Ștefan Borbely (ed.), Experiența externă, Institutul European, Iași, 2001, (articolul Eu și Spania. Povestea unei descumpăniri)
- Ion Pop (ed.), Dicționar analitic de opere literare românești. M-P, Casa Cărții de Știință, Cluj, 2001
- Mircea Zaciu, Marian Papahagi, Aurel Sasu, Dicționarul scriitorilor români, M-P, Editura Minerva, București, 2001
- Smaranda Bratu Elian (ed.), Giordano Bruno e il Rinascimento quale prospettiva verso una cultura europea senza frontiere, Editura Fundației Culturale Române, București, 2002 (articolul La mystique unitive des Fureurs heroiques)
- Mircea Zaciu, Marian Papahagi, Aurel Sasu, Dicționarul scriitorilor români, R-Z, Editura Albatros, București, 2002
- Oleg Garaz (ed.), Poetică muzicală și convorbiri, Casa Cărții de Știință, Cluj, 2003 (interviul Sărbători galante și ritualuri oculte ale imaginarului: despre mituri și vise, fantasme și halucinații, chestiuni sacre și arhetipale)
- Ion Pop (ed.), Dicționar analitic de opere literare românești. Q-Z, Casa Cărții de Știință, Cluj, 2003
- Leonid Dimov, Scrisori de dragoste (1943-1954), Editie îngrijită, studiu introductiv, biobibliografie și note de Corin Braga, Polirom, Iași, 2003
- Aline Le Berre (coord.), De Prométhée à la machine à vapeur. Cosmogonies et mythes fondateurs à travers le temps et l’espace, Pulim, Limoges, 2004 (articolul ”L’imaginaire des cartes T-O. Principes non-empiriques de construction des mappemondes médiévales”), pp. 97-109
- Traian Vedinaș (coord.), Echinoxismul. Dicționar sintetic și antologic, Editura Grinta, Cluj, 2006 (articolul ”Portret de grup în timp”)
- Ruxandra Cesereanu, Marta Petreu, Corin Braga, Virgil Mihaiu, Ovidiu Pecican, Ion Vartic, Sadovaia 302 bis, Biblioteca Apostrof, Cluj, 2006 (studiul ”Vrăjitoarea și artistul iluminat”)
- Christian Wentzlaff-Eggerbert (ed.), Europa como espacio cultural: La identidad y las instituciones europeas, Universität zu Köln, Arbeitkreis Spanien-Portugal-Lateinamerika, 2006 (studiul ”Los imaginarios europeos”)
- Irina Petraș (coord.), Cuvinte. Almanah literar 2006, Casa Cărții de Știință, Cluj-Napoca, 2006 (articolele ”Cine sunt eu?” și ”L’eschatologie celtique et la quête de l’immortalité”)
- Simona Corlan-Ioan, Ovidiu Bogzan, Daniela Zaharia (coord.), Imaginând istorii, Editura Universității din București, 2006 (studiul ”Le Purgatoire de Saint Patrick dans les légendes irlandaises - Des bailes (prophéties) druidiques aux fisi (visions) chrétiens”), pp. 99-118
- Mircea Braga, Gabriela Chiciudean (coord.), Incursiuni în imaginar. Comentarii și interpretări, Sibiu, Imago, 2007 (studiul ”Conceptul de anarhetip”), p. 7-19
- Barbara Sosien (coord.), Images, symboles, mythes et poétique de l’Ascension / Envol, Cracovia, Wydawnictwo Uniwersytetu Jagiellonskiego, 2007 (studiul ”Le voyage astral de Cyrano de Bergerac à Jules Verne. La conception standard de l’univers aux XVIIe-XVIIIe siècles”), pp. 49-57
- Ion Onuc Nemeș și Ioan Radu Văcărescu (coord.), Sibiu – Hermannstadt în scrisori sentimentale, Sibiu, Imago, 2007 (textul ”Sibiul, precum Troia”), pp. 47-48
- Anna Caiozzo et Anne-Emmanuelle Demartini (coord.), Monstre et imaginaire social, Paris, Editions Creaphis, 2008 (studiul ”La transposition des mirabilia asiatiques dans l’Amérique des explorateurs de la Renaissance”), pp. 65-82
- Claude Fintz (coord.), Les imaginaires du corps en mutation. Du corps enchanté au corps en chantier, Paris, L’Harmattan, 2008 (studiul ”Le corps en chantier des races monstrueuses dans la pensée enchantée du Moyen Age”), pp. 57-74
- Basarab Nicolescu (ed.), Moartea astăzi, București, Curtea Veche, 2008, (studiul ”Escatologiile suprapuse ale mitologiei irlandeze”), pp. 174-187
- Paolo Proietti e Renato Bocalli (a cura di), Le frontiere dell’alterità, Palermo, Sellerio Editore, 2009 (studiul ”Il dibattito sulla condizione degli Amerindi nel XVI secolo”), pp. 91-99.
- Andi Mihalache, Alexandru Istrate (coord.), Romantism și modernitate. Atitudini, reevaluări, polemici, Iași, Editura Universității ”Alexandru Ioan Cuza”, 2009 (studiul ”Eidola. Imagini ale dublului în Romantism”), pp. 287-302
- István Berszán (coord.), Orientation in the Occurence, Cluj-Napoca, Komp-Press – Korunk, 2009 (studiul ”Positivist, Phenomenological and Experiential Anthropology”), pp. 254-263
- Mircea Borcilă, Irina Petraș, Horia Bădescu (coord.), Meridian Lucian Blaga 9, Cluj-Napoca, Casa Cărții de Știință, 2009 (studiul ”Pan – între Dionysos și Apolo), pp. 121-124
- Csiki Boglárka & Bartos-Elekes Zsombor (ed.), Descriptio Transylvanie, Cholnoky Jenö Geographic Society, Cluj-Napoca, 2009, (studiul ”From the Aquatic to the Terrestrial Model of the Earth”), pp. 27-38
- Gisèle Vanhese (a cura di), Poetica dell’Imaginario, Università della Calabria, Centro Editoriale e Librario, 2010, (studiul ”Il nuovo patto finzionale. Techniche di convalidazione empirica dei viaggi immaginari nei secoli XVII0 e XVIII0”), pp. 17-32
- Gabriela Chiciudean & Cristina Vănoagă Pop, Festschrift Mircea Braga – 70, Sibiu, Editura Imago, 2010 (studiul ”Pactul ficțional realist”), pp. 120-135
- Ovidiu Pecican, Antologia prozei scurte transilvane actuale, vol. 1, Cluj-Napoca, Limes, 2010 (”Acedia. Jurnal de vise 2”), pp. 123-130
- Andi Mihalache & Silvia Marin-Barutcieff (coord.), De la fictiv la real. Imaginea, imaginarul, imagologia, Iași, Editura Universității ”Alexandru Ioan Cuza”, 2010 (studiul ”Trei termeni pentru a defini fantezia creatoare: imaginație, imaginar, imaginal”), pp. 15-22
- Milagros Ezquerro & Eduardo Ramos-Izquierdo (coord.), Reescrituras y transgenericidades, Mexico & Paris, RILMA 2 / ADEHL, 2010 (studiul ”Variaciones sobre un género: La utopía y sus isotopías “), p. 37-60
- Ioan Radu Văcărescu (editor), Eternități de-o clipă. Prozatori sibieni, Sibiu, InfoArtMedia, 2010 (proza ”Conducta de pucioasă”), p. 46-54
- Eduardo Ramos-Izquierdo (ed.), Espaces imaginaires, Seminaria No. 8, Mexico / Paris, RILMA 2 / ADEHL, 2011 (studiul ”L’Amérique du Sud, héritière des thèmes du Paradis terrestre, des Iles Fortunées et de l’Atlantide”), p. 9-34
- Resurecția baladei. Critici și eseiști sibieni, Antologie, prefață și note bibliografice de Ioan Radu Văcărescu, InfoArt Media, Sibiu, 2011 (studiul ”Cercetarea imaginarului în lumea postmodernă”), p. 56-58
- Anna Caiozzo & Nathalie Ernoult (ed.), Femmes médiatrices et ambivalentes. Mythes et imaginaires, Paris, Armand Colin, 2012 (studiul ”Les dames de féerie dans la mythologie celtique irlandaise”), p. 323-331
- Simona Grația-Dima, Antologija na sobremenata romanska knijevnost vo prevod na makedonski, Diversity-Diversité-Diversidad-Raznolicost, Macedonia, 2012 (tradus studiul ”Imaginațija, imaginarno, imaginalno”), p. 101-110
- Fleur Vigneron & Koji Watanabe (ed.), Voix des mythes, science des civilisations, Peter Lang, Bern, Berlin, Bruxelles, Frankfurt, New York, Oxford, Wien, 2012 (studiul ”L’Eglise contre l’Utopie. Antiutopies primitivistes et tératologiques”), p. 385-400
- Valeria Chiore (ed.), Bachelardiana. Fantastica transcendentale, Melangolo, Genova, 2012 (studiul ”Antiutopies insectoïdes et animalières ou l’échec des utopies aux XVIIe-XVIIe siècles”), p. 29-46
- Muriel Cunin, Martine Yvernault (eds.), Monde(s) en mouvement. Mutations et innovations en Europe à la fin du Moyen Âge et au début de la Renaissance, Pulim, Limoges, 2012 (studiul ” L’image des Amériques à la Renaissance et l’héritage culturel médiéval”), p. 113-121
- Véronique Adam, Lise Revol-Marzouk (eds.), La Contamination. Lieux symboliques et espaces imaginaires, Paris, Classiques Garnier, 2012 (studiul ”La contamination absolue: le péché originel”), p. 263-274
- Barbara Marczuk, Joanna Gorecka-Halita, Agniescka Kocik (eds.), Alors je rêverai des horizons bleuâtres… Études dédiées à Barbara Sosien, Wydawnictwo Uniwersytetu Jagiellonskiego, Cracovia, Polonia, 2013 (studiul ”Voyages à la Lune à l’âge classique”), p. 179-188
- Iulian Boldea (coord.), Mircea Muthu. În orizontul sintezei, Târgu-Mureș, Arhipelag XXI, 2014 (studiul ”Estetica, înotro?”), p. 68-71
- Sylvie Freyermuth et Jean-François P. Bonnot (dir.), Malaise dans la ville, Bruxelles, Peter Lang, 2014 (studiul ”Ville idéale / Ville maudite. Une morphologie du genre utopique”), p. 89-99
- Papa Samba Diop et Alain Vuillemin (dir.), Les littératures en langue française. Histoire, Mythe et Création, Rennes, Presses Universitaires de Rennes, 2015, (studiul ”Le roman psychologique roumain d’inspiration française d’entre les deux guerres. La sublimation de l’image de la femme’), p. 419-429
- Imaginaire honorifique, Hommage à Maryvonne Perrot, Textes réunis par Teodor Dima et Horia Costin Chiriac, Editura Terra Nostra, Iasi, 2015 (studiul ”Du paradis perdu à l’antiutopie. La clôture des utopies classiques”), p. 31-44
- Mercedes Montoro Araque & Carmen Alberdi Urquizu (éds), L’entre-deux imaginaire. Corps et création interculturels, Oxford, Bern, Berlin, Bruxelles, Frankfurt am Main, New York, Wien, Peter Lang, 2016 (studiul ”Mundus et Mundus inversus : l’entre-deux des utopies”), p. 97-113
- Cristian Bădiliță, Basarab Nicolescu (eds), Vintilă Horia. În căutarea ”omului total”, București, Editura Vremea, 2016, (studiul ”Vintilă Horia, De la comparatist la ’omul total’ ”), p. 197- 208
- Pierre Musso (éd.), Imaginaire, industrie et innovation, Paris, Éditions Manucius, 2016 (studiul ”Des concepts pour définir la fantaisie créatrice”), p. 25-36
- Adriana Babeți, Dumitru Tucan, Gabriela Glăvan, Radu Pavel Gheo (eds), Cartografii literare: regional, național, european, global, Editura Universității de Vest, Timișoara, 2016 (studiul ”Imaginarul european. Între specificitate locală și unitate globală”), p. 31-41

### Traduceri în volum
- Wilfred R. Bion, Gânduri secunde. Lucrări selectate de psihanaliză, Traducere din limba engleză de Carmen Bujdei și Florin V. Vlădescu, în colaborare cu Corin Braga, Editura S. Freud, Binghamton, 1993
- Andrew Samuels, Bani Shorter, Fred Plaut, Dicționar critic al psihologiei analitice jungiene, Traducere de Corin Braga, Editura S. Freud, Binghamton & Cluj, 1995
- Gilbert Durand, Introducere în mitodologie. Mituri și societăți, În românește de Corin Braga, Cluj, Dacia, Colecția ”Mundus imaginalis”, 2004
- Philippe Walter, Limba păsărilor, În românește de Andreea Hopârtean și Corin Braga, Cluj, Dacia, Colecția ”Mundus imaginalis”, 2007

## Asocieri
- Membru al Uniunii Scriitorilor din România, din 1994
- Membru în Fundația Culturală Echinox, din 1996
- Membru în Asociația de Literatură Generală și Comparată din România, filială a Asociației Internaționale de Literatură Comparată (AILC), din 1998
- Membru în PEN Club Român, din 2001
- Membru în Association Roumaine d`Histoire des Religions, din 2004
- Membru al Asociației pentru dialogul dintre știință și teologie din România (ADSTR), din 2006
- Membru CRILIC (Centre de Recherche Interdisciplinaire sur les Littératures et les Cultures), Université de Paris Sorbonne (Paris IV), din 2011
- Membru al Association des amis de Gilbert Durand, Franța, din 2013

## Premii
- Premiul pentru debut în critică la Salonul Național de Carte, Cluj, 1993
- Premiul pentru proză al Asociației Scriitorilor din Cluj, 1997
- Premiul pentru critică al Societății „Lucian Blaga”, 2001
- Premiul Universității Babeș-Bolyai pe anul 2004
- Premiul Henri Jacquier al Uniunii Scriitorilor din România, Filiala Cluj, și al Centrului Cultural Francez din Cluj, 2005
- Premiul Asociației de Literatură Generală și Comparată din România, 2005
- Premiul Cartea Anului pentru Eseu al Uniunii Scriitorilor din România, Filiala Cluj, 2007
- Premiul Național de Istorie și Critică literară ”Petru Creția”, Memorialul Ipotești, 2007
- Premiul JSRI (Journal for the Study of Religions and Ideologies) pentru 2008 în domeniul Studii Culturale
- Chevalier de l’Ordre des Palmes Academiques, Franța, 2009
- Premiul Asociatiei Romane de Literatura Generala si Comparata pentru cea mai buna revista de literatura comparata din Romania (Caietele Echinox), 2009
- Premiul Universității Babeș-Bolyai pe anul 2009
- Premiul Profesorul anului, Universitatea Babeș-Bolyai, 2010
- Diplomă de excelență, Personalități de excelență, Universitatea Babeș-Bolyai, 2010
- Premiul Cercetării Științifice, Universitatea Babeș-Bolyai, 2011
- Premiul pentru critică, istorie literară și eseu, Uniunea Scriitorilor din România, Asociația Cluj, 2012 (pentru volumul Psihobiografii)
- Premiul studenților: Diploma Profesor Bologna, ANOSR (Asociația Națională a Organizațiilor Studențești din România), Gala Profesorului Bologna, Ediția a V-a, 2012
- Premiile Media de excelență, Diplomă pentru întreaga activitate, acordată de Amprenta Advertising, Cluj-Napoca, 12 iunie 2012
- Medalia Vox Napocensis, Casa de Cultură a Studenților Cluj-Napoca, 20 noiembrie 2012
- Marele Premiu FestLit (Festivalul Național de Literatură) Cluj 2015 pentru volumul Acedia (Polirom, 2014)
- Premiul Revistei Tiuk! pe 2014, pentru Acedia. Jurnal de vise
- Premiul literar ”Ion Hobana”, acordat de Uniunea Scriitorilor din România (Filiala București – Poezie și Filiala București – Proză) și Societatea Română de SF și Fantasy, București, 2015 (pentru volumul Morfologia lumilor posibile)
- Premiul pentru excelență al Universității Babeș-Bolyai pentru activitatea Centrului de Cercetare a Imaginarului, 2016